# Ion Ianoși
Ion Ianoși (n. Ioan-Maximilian Steinberger; n. 1 mai 1928, Brașov, România – d. 1 iulie 2016) a fost un scriitor și eseist de origine evreiască din România, profesor de filosofie și estetică, teoretician, monograf, traducător și specialist în filosofia și literatura rusă.

## Biografie
Provine dintr-o familie evreiască înstărită din Brașov, în care se vorbea maghiară și germană, bunicul său fiind un burghez de proveniență austro-ungară. Între anii 1940 și 1944, după intrarea în vigoare a legislației antisemite, Ion Ianoși a fost dat afară din școlile de stat din cauza originii sale evreiești. În această perioadă a urmat o școală evreiască de meserii, în urma căreia a primit calificarea de lăcătuș. Între anii 1944-1946 recuperează clasele pierdute, iar în 1947 susține examenul de bacalaureat.
Îmbrățișează doctrina comunistă, intrând în contact cu aceasta între anii 1945-1947, când a frecventat anumite grupări ale UTC-ului, iar mai apoi pe cele ale Tineretului Progresist. După intrarea în Partidul Comunist, se înscrie la cursurile Universității din Cluj, unde întâlnește mulți studenți cu convingeri asemănătoare. Între anii 1949-1953 este trimis la studii la Sankt Petersburg (Leningrad), în cadrul Universității Jdanov, unde a urmat cursurile Facultății de Filosofie, fiind declarat șef de promoție pe întreaga universitate. Datorită acestui fapt a primit acceptul de a se înscrie la doctorat, specialitatea estetică. La studii a cunoscut-o pe viitoarea lui soție, Jeanina-Maria Caffé (pseudonim literar: Janina Ianoși), care îi va fi alături timp de 66 de ani.
Se întoarce în România în 1955 și, datorită unui articol publicat în presa rusească și preluat de presa din România, i se permite să-și continue studiile. Se înscrie la doctorat, o formă de doctorat cu durata de studii de 3 ani, numită Aspirantură, stadiu pe care îl parcurge într-un singur an și la sfârșitul căruia prezintă o lucrare de estetică cu o temă despre imaginea artistică.
Gânditor de stânga, membru al Partidului Comunist Român și activist al Comitetului Central la cumpăna anilor '50-'60, a fost unul dintre puținii teoreticieni „luminați" ai stângii, care au jucat un rol important în modelarea câmpului intelectual românesc. În 1956 devine instructor al CC, la Sectorul de Artă la Secția de Știință și Cultură, iar în anii '70 și '80 începe o prodigioasă activitate de scriitor și profesor, ajutând ca referent de editură la apariția unui număr de lucrări considerate „dificile” în epocă (Jurnalul de la Păltiniș, Epistolar etc.).
După o perioadă în care folosise în activitatea didactică și publicistică pseudonimul Jánosi și varianta românizată Ianoși, în anul 1958 își schimbă oficial numele în Ioan-Maximilian Jánosi.
Ion Ianoși a reprezentat cu cinste cultura română prin organizarea în 1972 a Congresului mondial de estetică la București. A purtat corespondență și a păstrat legături de prietenie și colaborare, de-a lungul timpului, cu numeroși scriitori sau teoreticieni români de marcă, printre care Belu Zilber, Constantin Noica, Henri Wald, Alexandru Dragomir, Radu Cosașu, Gabriel Liiceanu sau Zigu Ornea. Este autor a numeroase lucrări de filosofie, estetică, istorie literară, monografie și memorialistică, în care sobrietatea speculației se împletește cu generozitatea tolerantă a interpretării. Studiind istoria ideilor și mentalităților, eseurile lui Ianoși pledează în general pentru nuanțare și analiză, împotrivindu-se maniheismelor în gândire care au avut, pentru istoria secolului XX în special, consecințe ideologice și practice devastatoare. Vreme de peste patru decenii, Ion Ianoși a fost profesor de filosofie și estetică la Facultatea de Filosofie a Universității din București. În anul 2001, a devenit membru de onoare al Academiei Române.
Anul 2008 a fost declarat de Grupul Ideea Europeană & EuroPress „Anul Ion Ianoși” – prilej cu care eruditul cărturar este sărbătorit printr-o serie de conferințe și dezbateri.
Academicianul Ion Ianoși a murit la vârsta de 88 ani, fiind incinerat la Crematoriul Vitan-Bârzești.

## Operă
- Romanul monumental și secolul XX, Editura pentru Literatură, București, 1963
- Thomas Mann, Editura pentru Literatură Universală, București, 1965
- Dostoievski – tragedia subteranei, Editura pentru Literatură Universală, București, 1968
- Dialectica și estetica, Editura Științifică, București, 1971
- Estetica filozofică și științele artei, Editura Științifică, București, 1972
- Romanul unui oraș. Petersburg – Petrograd – Leningrad, Editura Univers, București, 1972
- Alegerea lui Iona, Editura Cartea Românească, București, 1974
- Lecții de estetică, Editura Universității din București, București, 1974
- Schiță pentru o estetică posibilă, Editura Eminescu, București, 1975
- Manual de estetică, Editura Universității din București, București, 1976
- Poveste cu doi necunoscuți: Dostoievski și Tolstoi, Editura Cartea Românească, București, 1978
- Umanism: viziune și întruchipare, Editura Eminescu, București, 1978
- Secolul nostru cel de toate zilele, Editura Cartea Românească, București, 1980
- Hegel și arta, Editura Meridiane, București, 1980
- Estetică. Filosofie. Artă, în colaborare cu Vasile Morar, Editura Eminescu, București, 1981
- Cariatide ale esteticii românești, în colaborare cu Gheorghe Stroia, Cezar Radu, Vasile Morar, Editura Universității din București, București, 1982
- Nearta – artă, Editura Cartea Românească, București, vol. I, 1982; vol. II, 1985
- Rațiune și credință, în colaborare cu Gh. Al. Cazan, Gh. Vlăduțescu, Editura Științifică și Enciclopedică, București, 1983
- Sublimul în estetică, Editura Meridiane, București, 1983
- Sublimul în artă, Editura Meridiane, București, 1984
- Esteticul. Interferențe valorice, în colaborare cu Gheorghe Stroia, Editura Cartea Românească, București, 1985
- Sublimul în spiritualitatea românească, Editura Meridiane, București, 1987
- Literatură și filosofie. Interacțiuni în cultura română, Editura Minerva, București, 1986
- Materiale de studiu pentru cursul de teoria culturii, București, 1989
- Opțiuni, Editura Cartea Românească, București, 1989
- Romanul unei drame, Editura Univers, București, 1991
- Izvoare biblice. Alegerea lui Iona, Editura Minerva, B.P.T., București, 1994
- Idei inoportune, Editura Cartea Românească, București, 1995
- O istorie a filosofiei românești – în relația ei cu literatura, Biblioteca Apostrof, Cluj, 1996
- Dicționarul operelor filozofice românești: 111 lucrări fundamentale, Editura Humanitas, București, 1997
- Constantin Noica – între construcție și expresie, Editura Științifică, București, 1998
- Vârstele omului, Editura Trei, București, 1998
- Dostoievski (cuprinde: Dostoievski – tragedia subteranei și Dostoievski și Tolstoi – poveste cu doi necunoscuți), Editura Teora, București, 2000
- Thomas Mann – temă cu variațiuni, Editura Trei, București, 2002
- Prejudecăți și judecăți, Editura Hasefer, București, 2002
- Eu – și el. Însemnări subiective despre Ceaușescu, Editura Dacia, Cluj-Napoca, 2003
- Sankt Petersburg - Romanul și romanele unui oraș, Editura Institutului Cultural Român, București, 2004
- Dostoievski și Tolstoi. Poveste cu doi necunoscuți, ediția a III-a, Editura Ideea Europeană, București, 2004
- Dostoievski. Tragedia subteranei, ediția a III-a, Editura Ideea Europeană, București, 2004
- Karl Marx în 1234 de fragmente alese și adnotate, Editura Ideea Europeană, București, 2004
- Studii de filozofia artei, Editura Comunicare.ro, București, 2005
- Eu - și el. Însemnări subiective despre Ceaușescu, Editura Ideea Europeană, București, 2006
- Autori și opere. Culturi Occidentale, vol. I, Editura Ideea Europeană, București, 2007
- Autori și opere. Cultura rusă, vol. II, Editura Ideea Europeană, București, 2009
- Internaționala mea. Cronica unei vieți, Editura Polirom, Iași, 2012
- Ultimul cuvânt - în dialog cu Alexandru Ștefănescu, Editura Trei, București, 2018

## Volume omagiale
- Marin Diaconu, Estetică și moralitate, omagiu profesorului Ion Ianoși, Editura Crater, București, 1998
- Aura Christi, Alexandru Ștefănescu, Ion Ianosi 80, Editura Ideea Europeană, București, 2008
- Vasile Tonoiu, Mereu cu omul, mereu cu filosofia, dedicație pentru Ion Ianoși, Editura Academiei Române, București, 2013

## Premii
- 1963 – Premiul pentru critică și istorie literară al Uniunii Scriitorilor
- 1978 – Premiul „Simion Bărnuțiu” al Academiei Române
- 1980 – Premiul pentru eseu, publicistică și reportaj al Uniunii Scriitorilor
- 1985 – Premiul pentru critică, eseu, istorie literară al Asociației Scriitorilor din București

## Distincții
- Ordinul Muncii clasa a III-a (10 august 1964) „pentru merite deosebite în opera de construire a socialismului, cu prilejul celei de a XX-a aniversări a eliberării patriei”[10]